# Salome Zurabišviliová
Salome Zurabišviliová (nepřechýleně Zurabišvili; gruzínsky სალომე ზურაბიშვილი * 18. března 1952, Paříž) je francouzsko-gruzínská politička a diplomatka, v letech 2018 až 2024 prezidentka Gruzie. V letech 2004 až 2005 byla ministryní zahraničních věcí Gruzie. Byla první ženou v úřadu prezidenta Gruzie.

## Politická kariéra
Salome Zurabišviliová vstoupila do služeb francouzské diplomacie v roce 1974. V letech 2003-2004 byla velvyslankyní Francouzské republiky v Gruzii. 20. března 2004 ji gruzínský prezident Michail Saakašvili jmenoval ministryní zahraničních věcí Gruzie (z funkce velvyslankyně byla uvolněna na žádost gruzínských úřadů).) V té době byla ještě francouzskou občankou, takže jí prezident ve stejný den udělil zvláštním nařízením také gruzínské občanství. Jako ministryně zahraničí dosáhla dohody o stažení ruských základen v Batumi a Achalkalaki z Gruzie. Dne 19. října 2005 ji předseda vlády Zurab Nogaideli z funkce ministryně odvolal, ale Zurabišviliová byla rozhodnuta gruzínskou politiku neopustit. Již na podzim 2005 oznámila vznik Hnutí Salome Zurabišviliové, které se stalo jádrem nové strany Gruzínská cesta. Její opoziční subjekt získal ve volbách 2006 pouhých 2,7 % hlasů. Po dalším neúspěchu v prezidentských volbách roku 2008 a zklamání z významu opozice patřila v dubnu a květnu 2009 jedním z iniciátorů nových protestů požadujících rezignaci prezidenta Saakašviliho.) opět Gruzii na dva roky na podzim 2010 opustila.
V roce 2013 po návratu do politiky kandidovala na prezidenta Gruzie, ale její kandidatura nebyla přijata, článek 29 odstavec 11 gruzínské ústavy zakazuje osobě s dvojím občanstvím zastávat tento úřad. Proti zamítnutí kandidatury byla podána žaloba na základě právního výkladu, že jmenovaný článek nehovoří o samotné kandidatuře, jen o vykonávání úřadu.
V říjnu 2016 byla zvolena jako nezávislá kandidátka do parlamentu, už v dubnu příštího roku oznámila, že „není vyloučena“ její účast v prezidentských volbách v roce 2018. V srpnu 2018 se v souvislosti s opětovnou kandidaturou na prezidentský úřad Salome Zurabišvili vzdala francouzského občanství a 9. září ji pro prezidentské volby 2018 podpořila strana Gruzínský sen miliardáře Bidziny Ivanišvili. Vyhrála ve druhém kole celkovým ziskem 1 147 625 hlasů a mandát prezidentky Gruzie jí započal inaugurací dne 16. prosince 2018.

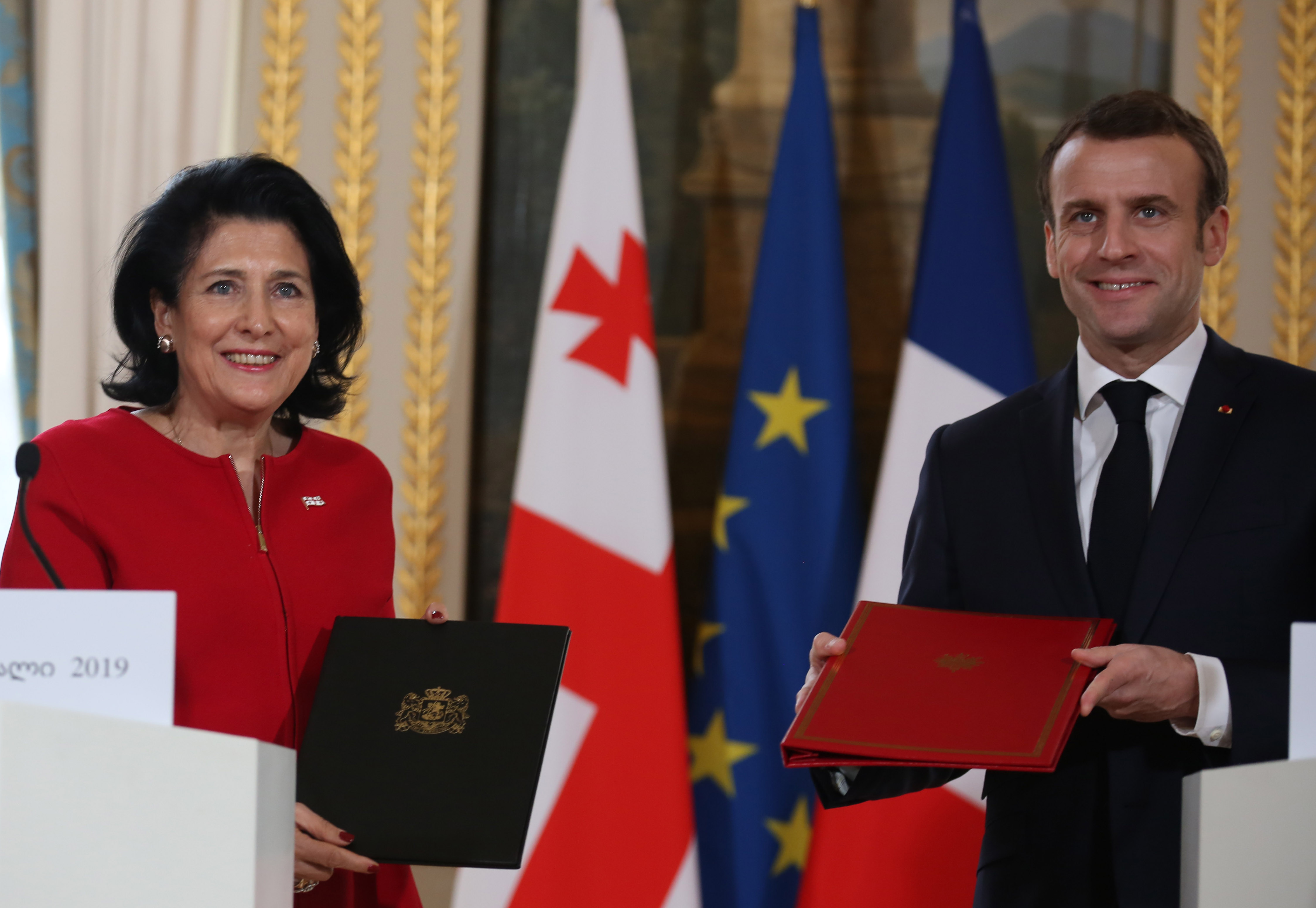
Francouzský prezident Emmanuel Macron a Salome Zurabišviliová (2019)

V červnu 2019 vypukly v Tbilisi během návštěvy ruských poslanců protivládní a protiruské demonstrace. Zurabišviliová, která začala o patnáct let dříve svoji kariéru snahou o sbližování s Ruskem a kritikou ultranacionalistů, označila severního souseda za „nepřítele a okupanta“ a naznačila, že stojí za rozpoutáním protestů. „Pátá kolona, kterou (Rusko) řídí, může být nebezpečnější než otevřená agrese,“ uvedla.
V prosinci 2024 prohlásila Zurabišviliová, že neuznává zvolení Michaila Kavelašviliho gruzínským prezidentem a po jeho inauguraci 29. prosince se prohlásila za jedinou legitimní hlavu státu a uvedla, že neodstoupí, dokud nedojde k novým parlamentním volbám. Byla však vládní stranou Gruzínský sen pod pohrůžkou uvěznění donucena opustit sídlo hlavy státu.